# QSL-Verfahren
Das QSL-Verfahren ist ein metallurgisches Verfahren zur Bleigewinnung. Das nach seinen Erfindern Queneau und Schuhmann sowie der Firma Lurgi benannte Verfahren wurde 1973 zunächst für die Herstellung von Kupfer und Nickel patentiert.

## Verfahrensbeschreibung
Einsatzstoffe können Bleikonzentrate, aber auch Sekundärrohstoffe wie Aschen oder Schlämme sein. Einem zylindrischen, mit feuerfesten Steinen ausgekleideten Schmelzbadreaktor werden kontinuierlich diese Einsatzstoffe, die mit Schlackebildnern wie beispielsweise Sand vermischt werden, in Form von Pellets zugeführt. Diese fallen in der Oxidationszone ins Schmelzbad und werden bei 950 °C bis 1000 °C geschmolzen. Durch Sauerstoffeindüsung werden die im Blei enthaltenen Sulfide teiloxidiert, sodass Schwefeldioxid entweicht. In einer nachfolgenden Reduktionszone wird bei einer Temperatur von ungefähr 1250 °C die aus der Oxidationszone kommende Bleioxidschlacke durch Eindüsung von Kohlenstaub reduziert. Das so gewonnene metallische Blei verlässt über einen Siphon den Reaktor.

## Sonstiges
Besondere Bedeutung für die Emissionsminderung besitzen neben der Schwefelsäurerückgewinnung die Abscheidung von Arsen und Cadmium.
Zink-reiche Schlacken, die beim QSL-Verfahren anfallen, werden zur Zinkgewinnung eingesetzt.